# José María Mendoza Ussía
José María Mendoza Ussía (Madrid, 1886-Madrid, 1943) fue un arquitecto y fotógrafo español.

## Biografía
Nació en Madrid el 2 de octubre de 1886 en la calle Santa Catalina n.º 6, en el seno de una familia de arquitectos. Su padre, Francisco Mendoza Cubas, se había titulado también en 1881 en la escuela de Arquitectura de Madrid y al finalizar la carrera había entrado a trabajar en el estudio de su tío Francisco de Cubas y González-Montes, marqués de Cubas y Fontalba, con el que había colaborado en numerosos proyectos, fundamentalmente en Madrid. Su madre Teresa Ussía Aldama, era de Llodio, hermana de Luis Ussía Aldama,  primer marqués de Aldama. Se casarían el 26 de noviembre de 1885.
Tras su primeros estudios en el colegio Santo Ángel de la calle Atocha, cursó la carrera de arquitectura en la Escuela Técnica Superior de Arquitectura de Madrid obteniendo el título en 1906, con tan sólo veinte años. 
Se casó en 1911 en Gijón con la asturiana Dolores Alvargonzález  Domínguez-Gil, y estableció su vivienda en Madrid, primero en la calle Felipe IV y posteriormente en el paseo de Recoletos. Tuvo su estudio en la calle Claudio Coello, que compartió primero con el arquitecto José de Aragón Pradera y luego con Manuel Cabañes.
Sus veranos trascurrieron en Gijón. Es aquí donde dará rienda suelta a otra de sus aficiones, la fotografía, que realiza con su propio equipo y revela en un estudio que tiene en su casa de Madrid, conocido por sus hijos como “el cuarto del miedo”. Los paisajes de Asturias le deslumbran y así lo recoge en una publicación: “Aún recuerdo la primera impresión mía al contemplar por primera vez la carretera del Pontón (una de mis primeras excursiones por Asturias). Recuerdo que me hizo sentir una impresión de admiración tan intensa que aún la guardo con delicioso placer” (“El turismo en Asturias y la Fotografía”, 1927).
Probablemente esta afición por la fotografía, surgió ya en la época de estudiante, en el Madrid de principios de siglo, cuando se crea la Real Sociedad Fotográfica (1907). En sus fotografías recoge escenas del puerto de Gijón, con sus contraluces, callejuelas de Cimadevilla, tipos populares y alrededores rurales. Fotografía también pueblos de pescadores de Asturias como Lastres, Cudillero o  Tazones, y otros lugares: Oseja de Sajambre, Panes, Mestas de Con y Picos de  Europa. Practica el “paisajismo pictorialista”, y él mismo define su obra como “Parnaso fotográfico”. Sus fotografías, se recogen desde 1916 en varios de los portfolios del Gijón Veraniego, de publicación anual, siendo uno de los ilustradores gráficos habituales de la misma, en la década de 1920. Sus fotos también ilustran la obra de Antonio Pérez Pimentel Asturias paraíso del turista, de 1924 junto a los fotógrafos Peinado y Vinck. 
Participó también, a menudo,  en las exposiciones del Ateneo Obrero de Gijón, como refleja una de sus fotografías, de gran formato, del interior de esta institución, donde obtendrá varios premios. Su obra como fotógrafo aficionado,  se verá  reconocida públicamente, llegando a tener bastante notoriedad alrededor de 1920.
Aparte de la obra publicada, conservan sus descendientes cuatro álbumes con poco más de 200 fotografías de gran tamaño, donde además de escenas de Asturias aparecen también paisajes urbanos de Madrid, Toledo, Aranjuez, Sevilla, Burgos, Torrelodones, El Escorial o Navacerrada y otras ciudades del extranjero como París, Burdeos, Venecia, Roma o Génova.
Cultiva esta afición hasta su muerte. Fallece en Madrid el 12 de noviembre de 1943.

## Obra arquitectónica
Inició su actividad profesional en Madrid en el año 1906 y sus  relaciones familiares y de amistad con la influyente aristocracia del comienzo de siglo, le permitieron competir con los grandes arquitectos de su tiempo. En este año proyectará su primera obra: el palacio de Manuel Muruve, en la calle María de Molina, 9. De esta primera etapa profesional será también el Palacio de Fontalba (1912), posteriormente sede de la Fiscalía General del Estado, en el paseo de la Castellana, 17, obra premiada en 1912 por el Ayuntamiento de Madrid, a la mejor casa construida. Dos años más tarde, el palacio de Aldama-Enea. En 1913 proyectará un edificio distinto en el casco histórico, Edificio Gil y Carvajal en la calle Mejía Lequerica. En este edificio empleará los recursos figurativos de sus palacios, cambiando el lugar de aplicación y eligiendo los chaflanes de esquina, como los momentos clave de la historia que quería contar. En estos chaflanes y no en los ejes de simetría de las fachadas, aparecen con delicadeza los clásicos miradores que soportan el balcón noble, cubierto por un frontón que recuerda a las alas de un ave. Renunciará a las cúpulas que de forma más ostentosa empleará en la obra de la Plaza de Canalejas, para rematar las esquinas con torreones de forma octogonal, que señalan discretamente los vértices de articulación de las calles. En este chaflán se aprecia el balcón enmarcado por columnas jónicas y rematado por un original frontón curvilíneo.
En 1914, construyó el Edificio Meneses en la plaza de Canalejas, n.º 4 (conocida en esta plaza como las Cuatro Calles), en colaboración con el arquitecto José de  Aragón Pradera (1914-1915). El edificio debía poner en contacto la plaza, con la calle del Príncipe, utilizando para ello el cuerpo cilíndrico de esquina y la enorme cúpula visible desde muy lejos. Este fantástico templete circular de orden jónico sería, a partir de ese momento, su tema preferido que lo empleará en el resto de su obra. El edificio Meneses es un ejemplo claro de arquitectura monumental y escenográfica. 
La Casa Urquijo (1917) en Gran Vía, 6. Cuando Mendoza Ussía diseñó este edificio para Juan Manuel de Urquijo, tenía en mente un tipo de arquitectura muy vigorosa, con volúmenes curvos en las esquinas, pilares de gran sección y ausencia casi total de ornamento, pero como contraste rematará coronando la esquina de la última planta, en la fachada a la Gran Vía, con la rotonda circular  tan habitual en sus obras. Esta construcción le va a consolidar como gran arquitecto.
Cine Velussia o Cine azul (1930) Gran Vía 76. Proyectado con José de Aragón Pradera. 
Teatro Rialto (1920-1930), en Gran Vía 54. Proyectado con Ignacio de Aldama y Elorz. 
Edificio en calle Amador de los Ríos. Proyectado con José de Aragón Pradera. 
En Asturias, donde pasó los veranos, también proyectará alguna obra, como la ampliación del chalet de Alfonso Domínguez Gil en Somió (1922) o la reconstrucción del Teatro Dindurra, bombardeado durante la guerra, renombrado posteriormente como Teatro Jovellanos, en 1942. 

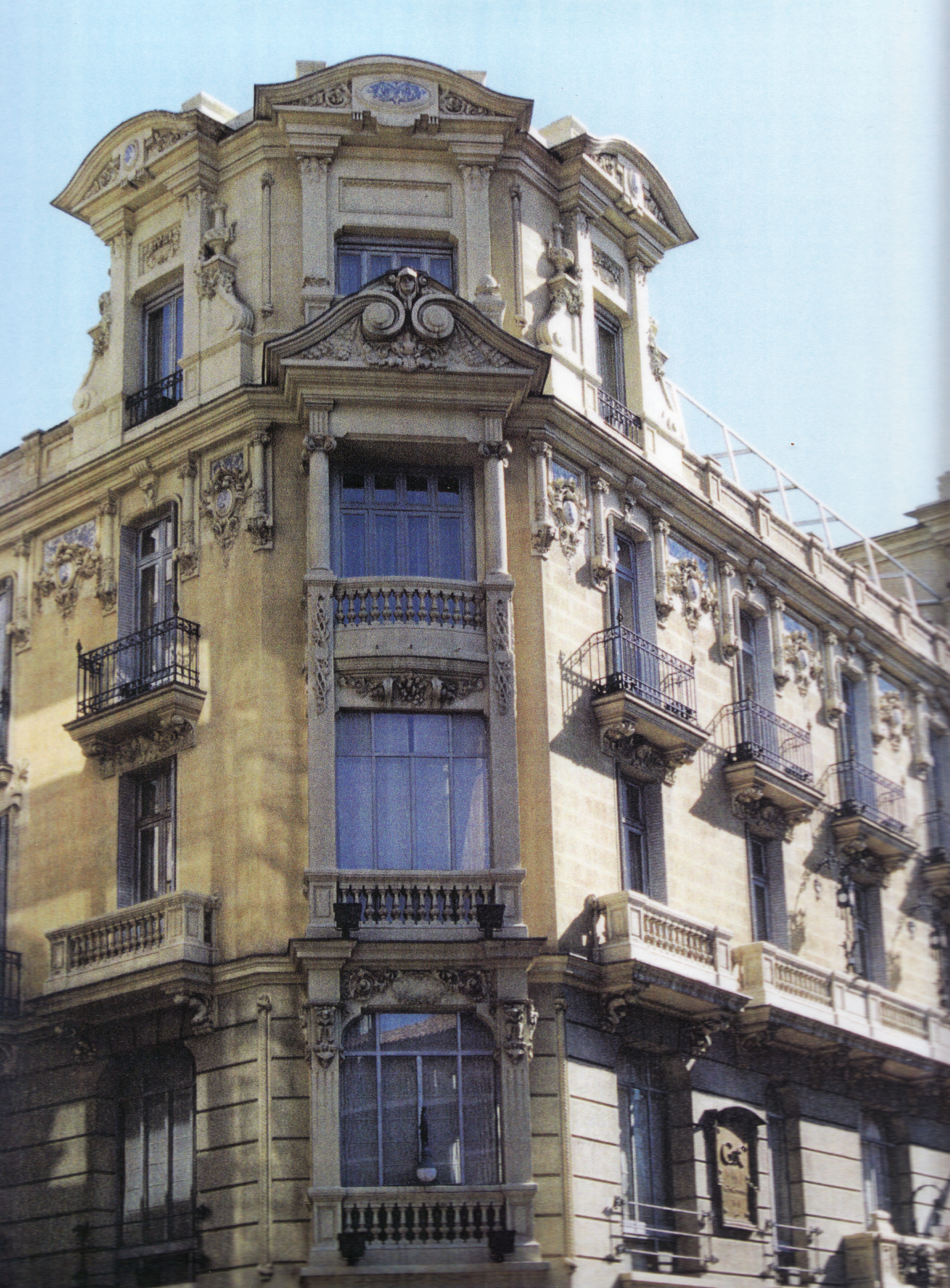
Gil y Carvajal, calle Mejía Lequerica, Madrid, 1913
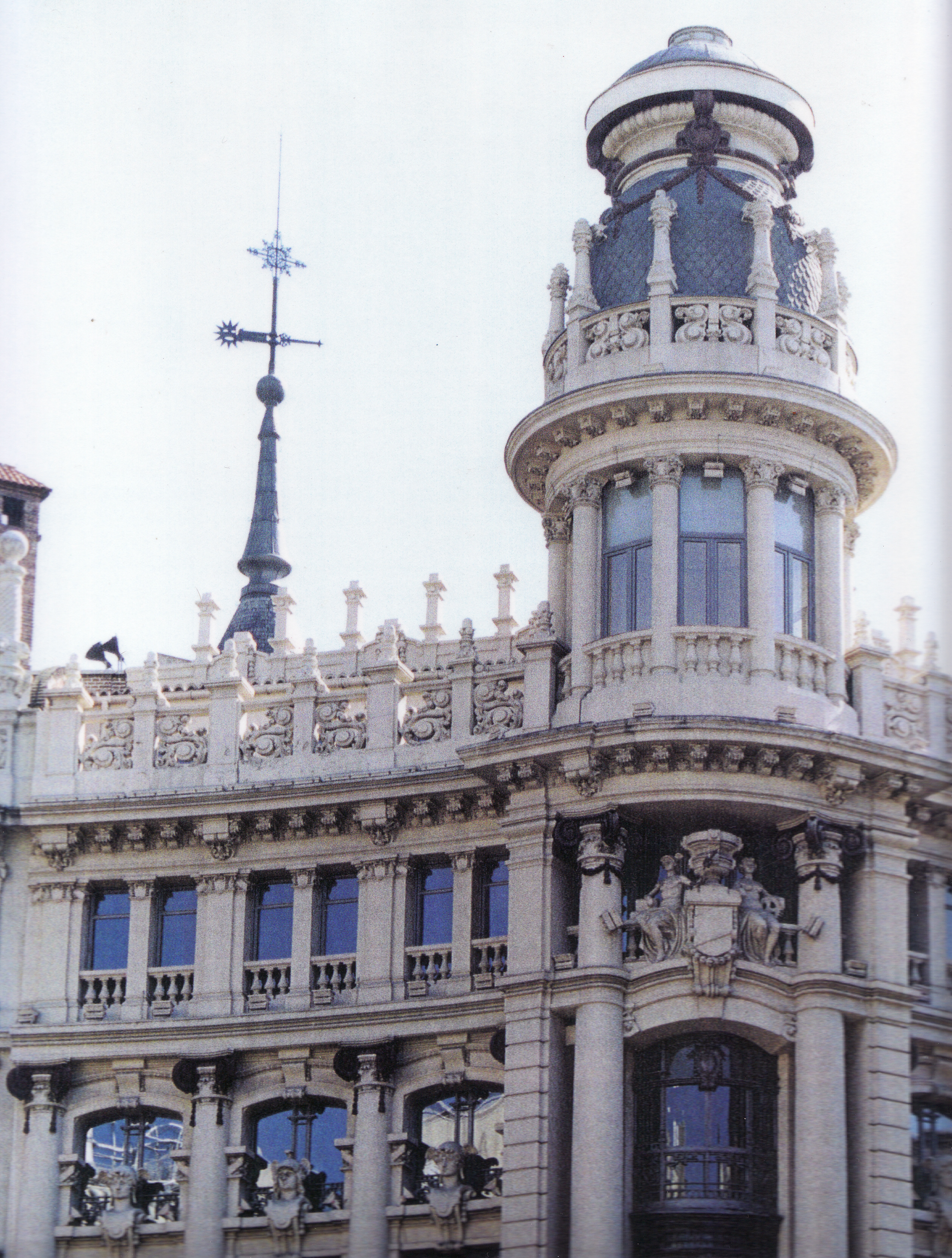
Casa Meneses, plaza de Canalejas 4, Madrid, 1914
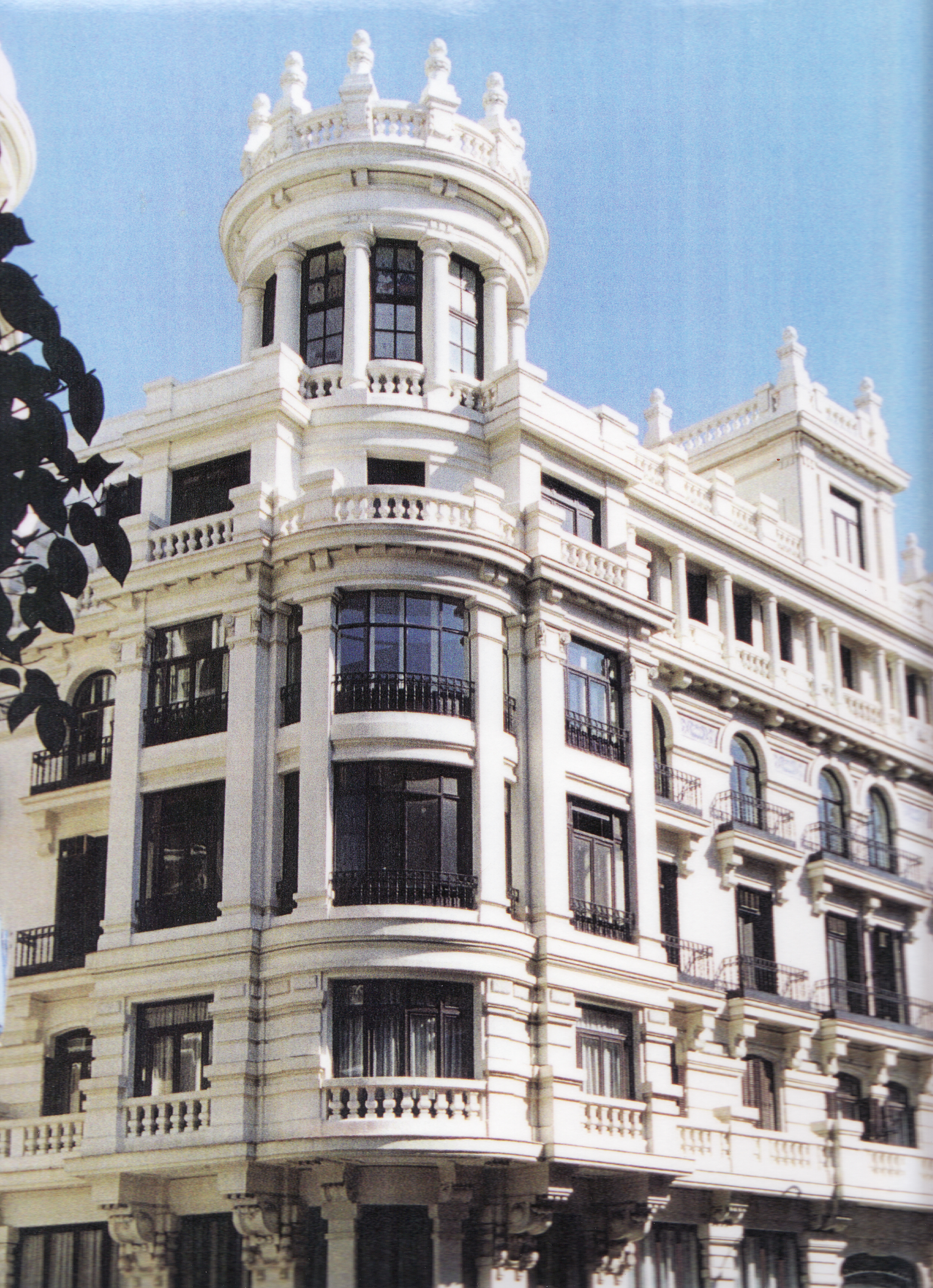
Gran Vía 6, Madrid, 1917. Casa Urquijo.
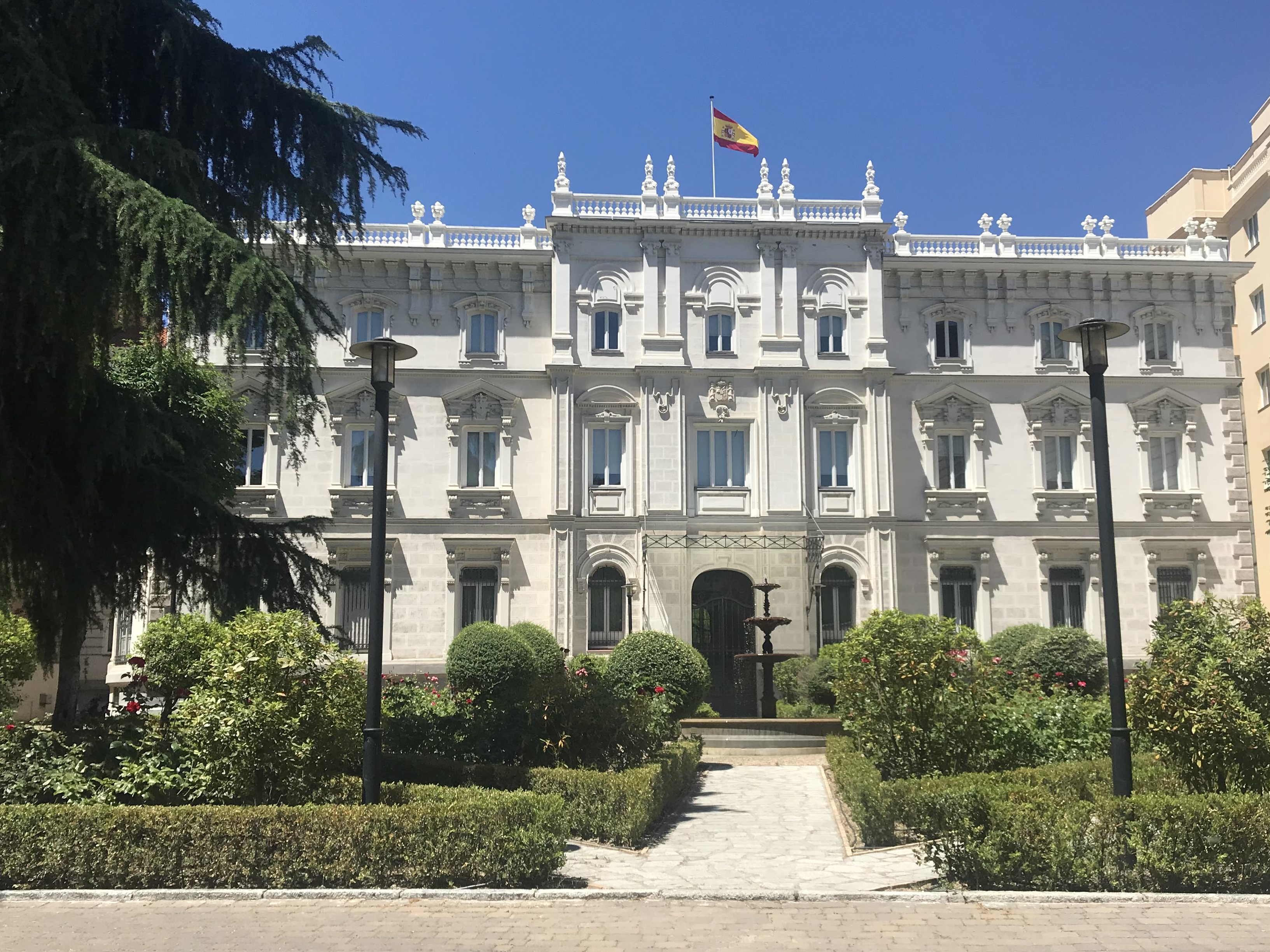
Fiscalía General del Estado, paseo de la Castellana 17 (Madrid). Antiguo palacio del marqués de Fontalba.
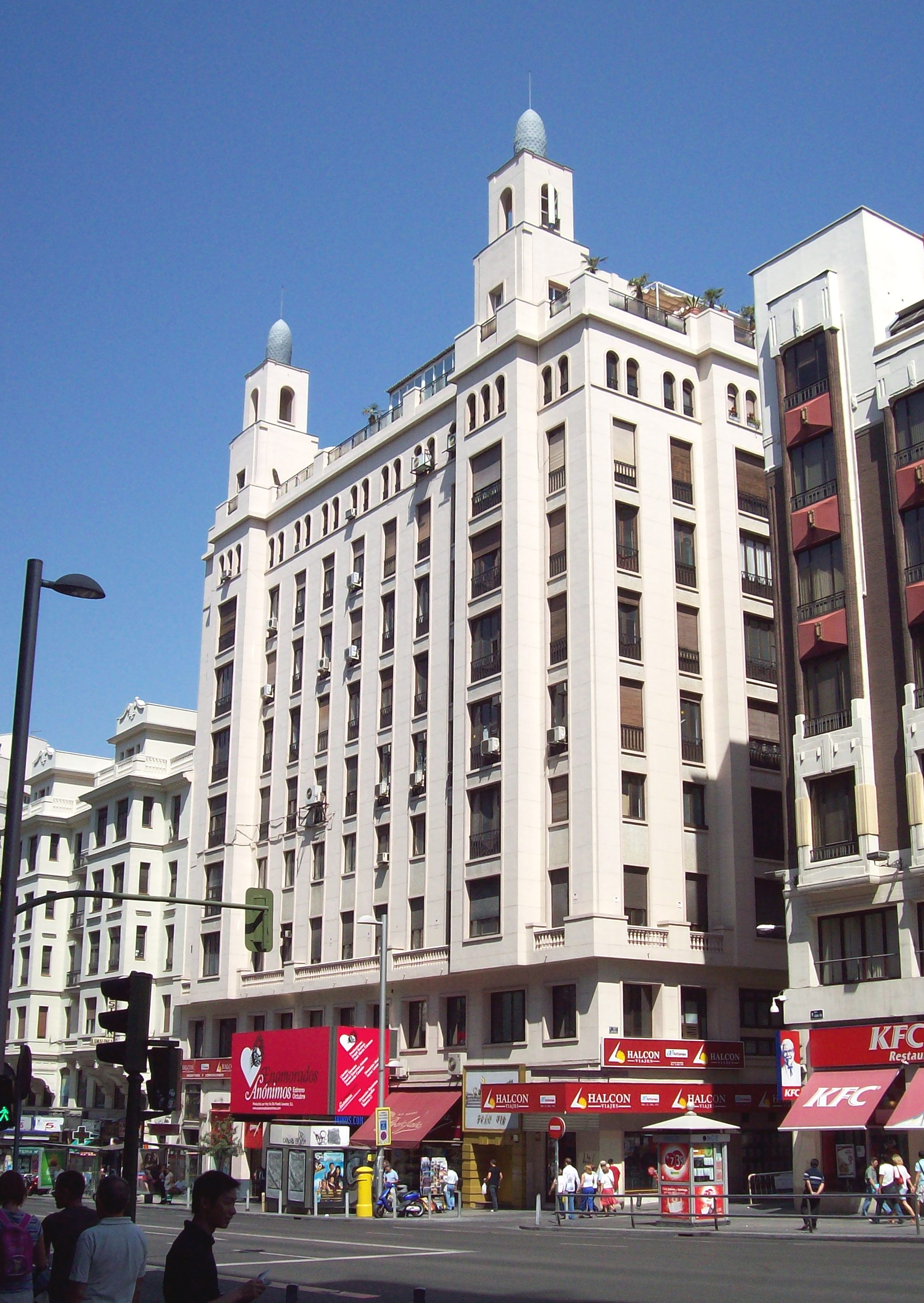
Edificio Rialto (Gran Vía 54, Madrid)